# Cộng hòa
Cộng hòa (chữ Hán: 共和) dựa trên cụm từ tiếng Latinh res publica ('công vụ'), là một quốc gia mà quyền lực chính trị nằm trong tay của nhân dân thông qua những người đại diện cho họ—ngược lại với chế độ quân chủ.
Quyền đại diện trong một nước cộng hòa có thể hoặc không thể được bầu lên một cách tự do bởi toàn thể công dân. Ở nhiều nước cộng hòa trong lịch sử, quyền đại diện dựa trên địa vị cá nhân và vai trò của bầu cử bị hạn chế. Điều này vẫn đúng cho đến ngày nay; trong số 159 quốc gia sử dụng từ cộng hòa trong tên chính thức của họ tính đến  năm 2017 và các quốc gia khác được thành lập chính thức là nước cộng hòa thì có những nước hạn chế chặt chẽ cả quyền đại diện và quy trình bầu cử.
Thuật ngữ này phát triển ý nghĩa hiện đại dựa trên hiến pháp của Cộng hòa La Mã cổ đại, kéo dài từ khi các vị vua bị lật đổ vào năm 509 trước Công nguyên cho đến khi thành lập Đế chế vào năm 27 trước Công nguyên. Hiến pháp này có đặc điểm là Thượng viện gồm các quý tộc giàu có có ảnh hưởng đáng kể; một số hội đồng nhân dân của tất cả các công dân tự do, có quyền bầu ra các quan tòa từ dân chúng và thông qua luật pháp; và một loạt các thẩm phán với các loại thẩm quyền dân sự và chính trị khác nhau.
Thông thường, một nước cộng hòa là một quốc gia có chủ quyền duy nhất, nhưng cũng có những thực thể nhà nước địa phương được gọi là nước cộng hòa hoặc có các chính phủ được mô tả là có tính chất cộng hòa.

## Các đặc điểm của các thể chế cộng hòa

### Người đứng đầu nhà nước
Trong hầu hết nền cộng hòa hiện đại ở các nước tư bản chủ nghĩa, người đứng đầu nhà nước được gọi là tổng thống còn các nước xã hội chủ nghĩa là chủ tịch nước. Những danh xưng khác được sử dụng là consul, doge, archon và nhiều danh xưng khác. Trong các nền cộng hòa và cũng là dân chủ người đứng đầu nhà nước được xác định theo kết quả của một cuộc bầu cử. Cuộc bầu cử này có thể là gián tiếp, chẳng hạn như nếu một hội đồng theo một dạng nào đó được bầu lên bởi người dân, và hội đồng này sau đó sẽ bầu ra người đứng đầu nhà nước hoặc là trực tiếp. Trong các nền cộng hòa này, nhiệm kì thông thường của tổng thống kéo dài trong khoảng bốn đến sáu năm. Trong một số nước, hiến pháp giới hạn số nhiệm kì một người có thể được bầu lên vị trí tổng thống.
Nếu như người đứng đầu nhà nước của một cộng hòa đồng thời là người đứng đầu chính phủ, thể chế này được gọi là tổng thống chế (ví dụ: Hoa Kì). Trong bán tổng thống chế, người đứng đầu nhà nước không phải là cùng một người với người đứng đầu chính phủ, người sau thường được gọi là thủ tướng (ví dụ: Nga). Tùy theo nghĩa vụ cụ thể của tổng thống (ví dụ, vai trò cố vấn trong việc thành lập chính phủ sau một cuộc bầu cử), và các quy ước khác nhau, vai trò của tổng thống có thể dao động từ chỉ mang tính lễ nghi và phi chính trị cho đến ảnh hưởng lớn và đầy tính chính trị. Thủ tướng thường có trách nhiệm trong việc điều hành các chính sách và nhà nước trung ương. Có những quy định cho việc chỉ định tổng thống và người đứng đầu chính phủ, một số nền cộng hòa cho phép sự chỉ định một tổng thống và một thủ tướng thuộc 2 đảng đối lập: ở Pháp, khi những thành viên của chính phủ đương nhiệm và tổng thống thuộc các đảng phái đối lập nhau, tình huống này gọi là sống chung chính trị. Tuy nhiên trong một số nước như Đức và Ấn Độ, tổng thống bắt buộc phải là không theo đảng phái nào.
Trong một số nước, như Thụy Sĩ và San Marino, đứng đầu nhà nước không phải là một người mà là một ủy ban hoặc hội đồng của một vài người đang nắm văn phòng đó - họ được gọi là nguyên thủ tập thể.

### Vai trò của tôn giáo
Trước khi một số phong trào Cải cách đem lại ảnh hưởng ở châu Âu, những thay đổi trong địa hạt tôn giáo hiếm khi có liên hệ đến dạng nhà nước đang được sử dụng ở nước đó. Ví dụ sự chuyển đổi từ đa thần giáo sang Thiên Chúa giáo trong La Mã cổ đại có thể tạo ra tầng lớp thống trị mới, nhưng không gây ra thay đổi trong ý nghĩ rằng Chế độ quân chủ là một cách thức hiển nhiên để quản lý đất nước. Một cách tương tự, các chế độ cộng hòa thời trung cổ sau này, như Venezia, nổi lên mà không chất vấn những tiêu chuẩn về tôn giáo đưa ra bởi Giáo hội Công giáo Rôma.
Điều này đã thay đổi, chẳng hạn như, bởi cuius regio, eius religio từ Hiệp ước Augsburg (1555): hiệp ước này, áp dụng trong Đế chế La Mã và ảnh hưởng đến nhiều bang khác của Đức, buộc công dân phải đi theo tôn giáo của người thống trị, bất kì nhánh nào của Thiên chúa giáo được nhà thống trị chọn - ngoại trừ tông phái Calvin (bị cấm bởi cùng một hiệp ước). Ở Pháp nhà vua bãi bỏ những thỏa hiệp tương đối đối với các tôn giáo không phải là Công giáo kết quả từ Sắc lệnh Nantes (1598), Sắc lệnh Fontainebleau (1685). Ở Anh và ở Tây Ban Nha những triều đình tương ứng đã thiết lập nhánh Thiên chúa giáo được ưa thích nhất của họ, do vậy vào thời điểm của thời đại Khai sáng ở châu Âu (bao gồm luôn cả các thuộc địa) không có một chế độ quân chủ tuyệt đối nào chấp nhận một tôn giáo khác với tôn giáo chính thức của nước đó.

### Các nền cộng hòa giảm đi ảnh hưởng của tôn giáo vào nhà nước
Một lý do quan trọng tại sao người dân chọn xã hội của họ được tổ chức như là một "cộng hòa" là khả năng được tự do khỏi tôn giáo của nhà nước: trong cách tiếp cận này sống dưới một chế độ quân chủ được xem là dễ tạo ra một tôn giáo thuần nhất. Tất cả các chế độ quân chủ lớn đều có tôn giáo của nhà nước, kể cả trường hợp của các pharaoh và một số hoàng đế điều này có thể dẫn đến một tôn giáo mà quốc vương (hoặc hoàng gia) được phong cho một địa vị giống như thượng đế (xem ví dụ như Sùng bái Hoàng gia). Trên một mức độ khác, các nền quân chủ có thể vướng vào một dạng đặc biệt nào đó của tôn giáo: Công giáo ở Bỉ, Anh giáo ở Anh, Chính Thống giáo Đông phương ở Nga dưới chế độ Nga hoàng, Thần đạo ở Nhật Bản,...
Trong sự vắng mặt của chế độ quân chủ, sẽ không có một vị vua nào thúc đẩy về một tôn giáo duy nhất. Bởi vì điều này là cảm nhận chung vào thời gian của thời đại Khai sáng, không là điều đáng ngạc nhiên khi các cộng hòa được nhận thấy bởi các nhà tư tưởng thời Khai sáng như là một dạng tổ chức nhà nước thích hợp nhất, nếu như người ta muốn tránh những điều xuống cấp bởi việc sống dưới một tôn giáo nhà nước có ảnh hưởng quá lớn.
Jean-Jacques Rousseau, một ngoại lệ, tiên liệu một nền cộng hòa với một "tôn giáo dân sự" với nhiều đòi hỏi:
Ví dụ ở Hoa Kỳ: những vị Nhóm lập quốc Hoa Kỳ, nhận thấy rằng sẽ không có một tôn giáo duy nhất nào sẽ được theo bởi tất cả người Mỹ, đã theo một nguyên tắc là nhà nước liên bang sẽ không ủng hộ một tôn giáo truyền thống nào, như Massachusetts và Connecticut đã theo.

### Những khái niệm của dân chủ
Các cộng hòa thường liên hệ với dân chủ, có vẻ là lẽ tự nhiên nếu như người ta thừa nhận ý nghĩa của cụm từ bắt nguồn của từ "cộng hòa" (xem: res publica). Tuy nhiên sự liên kết giữa "cộng hòa" và "dân chủ" này 
là rất xa đối với hiểu biết chung, ngay cả nếu như đã thừa nhận là có một vài dạng khác nhau của dân chủ. Phần này cố gắng đưa ra những tóm tắt về các khái niệm dân chủ nào liên hệ với kiểu cộng hòa nào.
Chú ý rằng khái niệm "một phiếu bầu bằng nhau cho mỗi người trưởng thành" đã không được chấp nhận rộng rãi trong các nền dân chủ cho đến khoảng giữa thế kỉ 20: trước đó trong tất cả các nền dân chủ quyền được bầu cử của một người phụ thuộc vào điều kiện tài chính, giới tính, Chủng tộc, hay là một tổ hợp những thứ đó và những yếu tố khác. Nhiều dạng nhà nhà nước trong các thời đại trước được mệnh danh là "dân chủ", bao gồm ví dụ như Dân chủ Athena, khi đem vào đầu thế kỉ 21 sẽ được liệt kê là plutocracy hay là một dạng quả đầu chế (quyền lực nắm bởi thiểu số) mở rộng, bởi vì những luật lệ về những phiều bầu được đếm như thế nào.
Trong cách tiếp cận phương Tây, được khuyến cáo về những nguy hiểm có thể xảy ra và sự không thực tế của dân chủ trực tiếp mô tả từ thời cổ đại, có một sự hội tụ về phía dân chủ đại diện, cho các thể chế cộng hòa cũng như các thể chế quân chủ, từ thời Khai sáng trở đi. Một phương tiện dân chủ như là Trưng cầu dân ý vẫn về cơ bản là không đáng tin cậy trong nhiều nước theo kiểu dân chủ đại diện. Tuy vậy, một số nước cộng hòa như Thụy Sĩ có một phần lớn dân chủ trực tiếp trong cách tổ chức nhà nước của họ, với thông thường một vài vấn đề được đưa ra trước nhân dân bằng trưng cầu dân ý hàng năm.

### Ảnh hưởng của chủ nghĩa cộng hòa
Cũng giống như chủ nghĩa chống quân chủ và khác biệt tôn giáo, chủ nghĩa cộng hòa không đóng vai trò bằng nhau trong sự nổi lên của nhiều nền cộng hòa thực sự. Cho đến các cộng hòa bắt nguồn từ cuối thời trung cổ, ngay cả nếu như, từ những gì chúng ta biết về họ, họ cũng có thể đạt tiêu chuẩn "cộng hòa" trong cách hiểu hiện đại của từ này, thiết lập loại và lượng của "chủ nghĩa cộng hòa" dẫn đến sự nổi lên của họ thường giới hạn vào các phỏng đoán mang tính giáo dục, dựa trên những nguồn nhìn chung là được công nhận như có một phần chỉ là xây dựng hư cấu.
Qua thời gian có một pha trộn các loại chủ nghĩa cộng hòa khác nhau theo cùng với các lý thuyết dân chủ của các quyền cá nhân, mà chúng (chẳng hạn trong Thời Khai sáng) sẽ tìm thấy biểu diễn trong sự hình thành của các đảng tự do và đảng xã hội. Thứ mà Chủ nghĩa tự do và chủ nghĩa xã hội cùng chia sẻ là niềm tin vào sự tự quyết của con người, và niềm tin vào danh dự cá nhân từng người. Nhưng họ không đồng ý và tiếp tục không đồng ý liệu là thứ này có cần thiết cho một nền cộng hòa hay không, thế nào sử dụng "chính xác" của từ "cộng hòa", và đời sống kinh tế nên được tổ chức như thế nào. Mâu thuẫn này thường được diễn tả theo ngôn ngữ của chủ nghĩa xã hội (như là một hệ thống kinh tế) đối chọi với Chủ nghĩa tư bản (hệ thống kinh tế được khuếch trương bởi người theo chủ nghĩa tự do). Sự hòa hoãn giữa dân chủ và có một người đứng đầu nhà nước cha truyền con nối được gọi là Quân chủ lập hiến.
Tuy nhiên, chẳng hạn không ai nghi ngờ là chủ nghĩa cộng hòa là lý tưởng thành lập Hoa Kỳ và vẫn còn là cốt lõi của những giá trị chính trị Mỹ. Xem Chủ nghĩa cộng hòa ở Mỹ.

#### Trong thời cổ đại
Hình thái"Cộng hòa"đã manh nha ở tại nước Trung Hoa thời nhà Chu với chế độ Chu Thiệu cộng hòa từ năm 841 tới năm 828 TCN. 
Trong Ấn Độ cổ đại, một số Maha Janapadas được thiết lập như là những Cộng hòa vào Thế kỉ thứ 6 trước Công nguyên. Vaishali, cổ xưa nhất trong các cộng hòa đó, được xem như là nền cộng hòa đầu tiên ở trên thế giới. Trong vùng Cận Đông cổ đại, một số thành phố của Levant đã được một cách điều hành tập thể. Arwad đã được dẫn ra như là một ví dụ khác về nước cộng hòa xưa nhất được biết, trong đó người dân, chứ không phải vua, được miêu tả là có quyền tự chủ.
Những bản sách quan trọng về triết học chính trị thời cổ đại sống sót cho đến thời trung cổ hiếm khi có một ảnh hưởng nào lên sự nổi lên hay làm mạnh thêm những nền cộng hòa vào thời điểm mà chúng được viết ra. 
Khi Plato viết những đối thoại mà sau này, trong các nước nói tiếng Anh, trở nên được biết đến như là The Republic (một bản dịch không chính xác theo một số người), nền dân chủ xứ Athena đã được thiết lập, và không bị ảnh hưởng bởi luận thuyết đó (nếu nó đã bị ảnh hưởng, nó sẽ trở nên "ít" bản chất cộng hòa hơn theo hiểu biết hiện đại). Những thí nghiệm của Plato với những nguyên tắc chính trị của ông ở vùng Syracuse là một thất bại. De re publica của Cicero, rất xa trong khả năng định nghĩa lại nhà nước Cộng Hòa La Mã cổ đại trong việc củng cố dạng nhà nước cộng hòa của họ, mà đúng hơn nên được xem là tiền thân của Đế chế La Mã thật sự đã thành hình sau khi Cicero qua đời.

#### Trong thời Phục hưng
Sự nổi lên của thời Phục hưng, mặt khác, được đánh dấu bằng sự chấp thuận của nhiều tác phẩm từ thời Cổ đại này, không nhiều thì ít dẫn đến một quan điểm chặt chẽ, quay lại với "Chủ nghĩa cộng hòa cổ điển". Tuy nhiên những khác biệt vẫn tồn tại về việc loại "hỗn hợp" nào trong một kiểu nhà nước hỗn hợp của một nước lý tưởng sẽ được gọi là "cộng hòa". Đối với những thể chế cộng hòa nổi lên sau sự xuất bản của các triết lý Phục hưng về cộng hòa, như là Liên hiệp các tỉnh Hà Lan, luôn luôn không rõ ràng là vai trò chính xác của chủ nghĩa cộng hòa - trong một loạt các lý do khác - dẫn đến chọn lựa "cộng hòa" như là một dạng nhà nước ("các lý do khác" đã được nói đến đâu đó trong bài này, không tìm được người kế vị xứng đáng cho ngôi vua, chống lại Catholicism; Một tầng lớp trung lưu cố gắng có ảnh hưởng chính trị).

#### Chủ nghĩa cộng hòa khai sáng

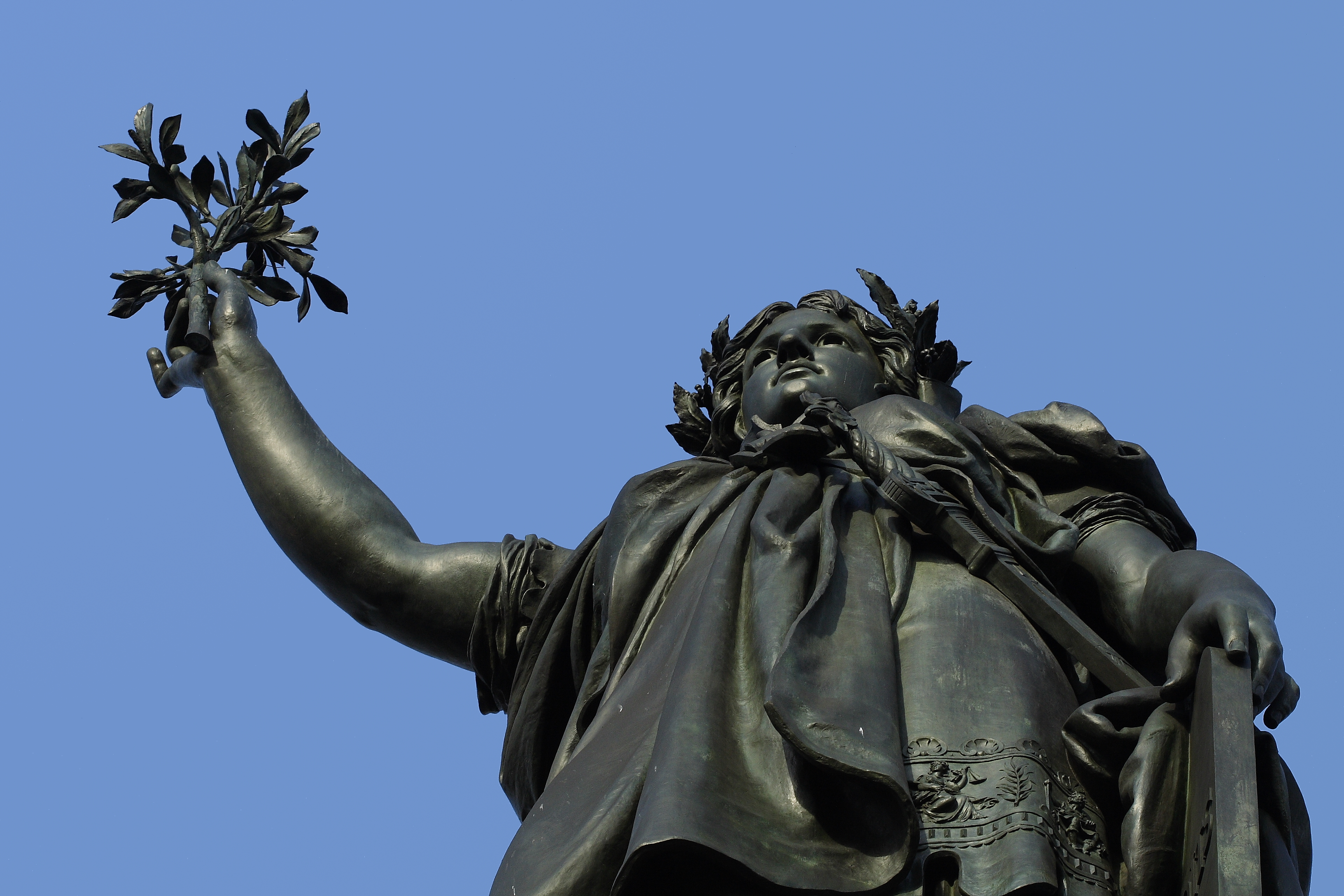
Biểu tượng nền Cộng hòa ở Paris

Thời đại Khai sáng đã đem lại một thế hệ các nhà tư tưởng chính trị mới, cho thấy rằng, giữa nhiều thứ khác, "triết học" chính trị đang ở trong quá trình tập trung trở lại vào "khoa học" chính trị. Lần này thì ảnh hưởng của những nhà tư tưởng chính trị, như John Locke, vào sự nổi lên của những nền cộng hòa ở Mỹ và Pháp sớm xảy ra sau đó là không thể sai được: sự phân tách của quyền lực, sự phân tách của nhà thờ và nhà nước, v.v. được giới thiệu với một mức thành công nào đó trong các nước cộng hòa mới, cùng với những tư tưởng khác của nhà chính trị lớn khác của thời đại đó.
Thật ra, thời Khai sáng đã đặt ra tiêu chuẩn cho những nền cộng hòa, cũng như là nhiều trường hợp khác cho các chế độ quân chủ, trong thế kỉ tiếp theo. Những nguyên tắc quan trọng nhất được thiết lập lúc kết thúc thời Khai sáng là Luật pháp, là điều kiện rằng các nhà nước phản ánh Lợi ích cá nhân phải theo pháp luật, rằng các nhà nước hành xử theo lợi ích quốc gia, trong những cách thức hiểu được bởi đại chúng, rằng phải có một số phương tiện cho quyền tự quyết định.

#### Chủ nghĩa cộng hòa vô sản
Phân nhánh chính tiếp theo trong tư tưởng chính trị được Karl Marx thúc đẩy đó là ông cho rằng các giai cấp (vô sản, tư sản,...), chứ không phải là toàn bộ quốc gia là có những ưu thế về quyền và lợi ích trong mỗi nước. Marx tranh luận rằng các chính phủ nên là đại diện cho quyền lợi của giai cấp thống trị, và vì vậy cuối cùng thì các quốc gia trong thời đại của ông trong tương lai sẽ bị thống trị bởi giai cấp vô sản .
Một lần nữa hình thành nên nền cộng hòa theo đường lối triết lý chính trị mới nhanh chóng theo sau sự nổi lên của thuyết duy vật, thuyết vô thần, tư tưởng Marx-Lenin... Từ đầu Thế kỷ 20, gần 100 nước có nền cộng hòa dạng "cộng sản" được thiết lập tuy nhiên đến hiện nay chỉ có 5 nước như vậy còn tồn tại.

### Các yếu tố kinh tế

Giovan Battista Tiepolo, Neptune ban tặng sự giàu có của biển cả đến Venezia, 1748–50. Tác phẩm này là một biểu tượng quyền lực của Cộng hòa Venezia.

Khái niệm cổ xưa của Res publica, khi áp dụng vào chính trị, luôn luôn suy diễn rằng công dân trên một mức độ nào đó "tham gia" vào việc điều hành đất nước: ít nhất là công dân không thờ ơ với những quyết định được quyết bởi những người đứng đầu điều hành đất nước, và có thể tham gia tranh luận vào các vấn đề của chính trị - xã hội. Một ý thường được theo đuổi bởi các sử gia là các công dân, dưới những hoàn cảnh thông thường, chỉ trở nên hoạt động về chính trị nếu như họ có thời gian rãnh rỗi trên và vượt khỏi những cố gắng thường ngày chỉ để duy trì sự tồn tại. Nói một cách khác, một lớp trung lưu đủ đông (mà không bị ảnh hưởng về mặt chính trị bởi một vị vua như tầng lớp quý tộc đã bị) thường được xem là những điều kiện cần trước khi thành lập một dạng nhà nước cộng hòa. Trong cách suy luận này, trong những thành phố của Hanseatic League, lẫn Catalonia của thế kỉ 19, cũng như Hà Lan trong thời hoàng kim của họ, sự hình thành của một nền cộng hòa không là điều đáng ngạc nhiên, bởi tất cả họ đều ở mức đỉnh của tài sản tích lũy được qua thương mại và những xã hội với một tầng lớp trung lưu giàu có và nhiều ảnh hưởng.

### Sự sáp nhập của các nhà nước
Khi một nước hay nhiều bang được tổ chức trên nhiều tầng khác nhau (nghĩa là: một vài nước "liên kết" với nhau trong một "cấu trúc lớn hơn", hay một nước được chia ra thành nhiều tiểu bang với một dạng độc lập tương đối) một vài khuôn mẫu tồn tại:
- Cả cấu trúc phía trên và các tiểu bang phía dưới đều có dạng cộng hòa (ví dụ: Hoa Kỳ)
- Cấu trúc phía trên là một cộng hòa, trong khi các nước thành viên không nhất thiết là cộng hòa (Ví dụ: Liên minh châu Âu);
- Cấu trúc phía trên không phải là một cộng hòa, trong khi các nước thành viên có thể là cộng hòa (Ví dụ: Đế chế La mã Thần thánh (Holy Roman Empire), sau sự nổi lên của các nền cộng hòa, như là của Liên minh Hanse, bên trong đế chế).

## Các nền cộng hòa

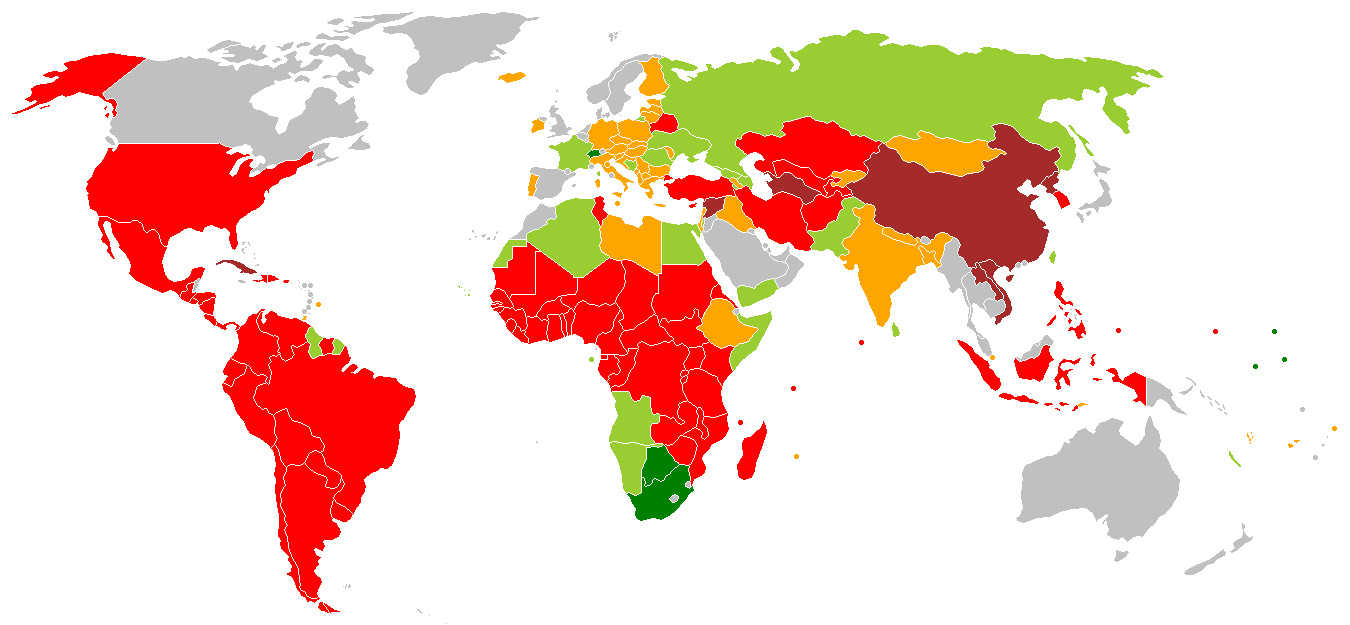
Các nền cộng hòa trên thế giới. Đỏ – Cộng hòa tổng thống.
Xanh lá cây – tổng thống hành pháp liên quan đến Thể chế Đại nghị.
Ôliu – cộng hòa bán tổng thống.
Da cam – cộng hòa đại nghị.
Nâu – cộng hòa trong đó Hiến pháp quy định chỉ một đảng theo hệ phái xã hội chủ nghĩa được phép cầm quyền.
Xám – quân chủ

Trong đầu thế kỷ 21, hầu hết các nước không quân chủ đều tự gọi là cộng hòa hoặc là trong tên chính thức hoặc là trong Hiến pháp. Có một vài ngoại lệ: nước Libya Ả Rập Jamahiriya, Nhà nước Israel, Nhà nước Palestine, Myanmar và Liên bang Nga. Israel, Nga, ngay cả Myanmar và Libya, tuy vậy vẫn thỏa mãn nhiều Định nghĩa của từ "cộng hòa".
Bởi vì từ "cộng hòa" bản thân là mơ hồ, rất nhiều nước cảm thấy cần thêm vào những từ hạn định (qualifiers) để làm rõ loại cộng hòa nào mà họ đang có để xưng hiệu quốc gia. Đây là danh sách của các từ hạn định đó và các dạng khác nhau của từ "cộng hòa":
- Không cần thêm vào từ hạn định nào ngoài "Cộng hòa" - ví dụ Cộng hòa Pháp...
- Cộng hòa liên bang - một liên bang của tiểu bang nhỏ với một dạng nhà nước cộng hòa – Hoa Kỳ, Úc, Brasil, Đức, Ấn Độ là những nước cộng hòa được điều hành bởi một nền dân chủ đại diện, trong đó các tiểu bang đóng một vai trò quan trọng.
- Cộng hòa Hiến pháp – một dạng của dân chủ tự do nơi mà công dân bầu lên người đứng đầu nhà nước cũng như các đại diện điều hành nhà nước (lựa chọn theo quyết định của người đứng đầu nhà nước) theo luật định trong hiến pháp hiện hành có bảo vệ quyền lợi cá nhân của người cầm quyền. Hoa Kỳ là một ví dụ. (So sánh với Quân chủ lập hiến và dạng dân chủ tự do gọi là dân chủ trong chế độ quân chủ)[cần dẫn nguồn].
- Confederation (Một hội đồng) quyền lực được trao cho các đơn vị thành viên trong hội đồng VD: Serbia và Montenegro (không còn tồn tại) và Thụy Sĩ.
- Liên bang – nhiều quyền lực hơn được trao cho nhà nước liên bang, ví dụ Nga.
- Cộng hòa Hồi giáo – những nước như Afghanistan, Pakistan, Iran là những cộng hòa được điều hành theo những luật Hồi giáo. (Ghi chú: Thổ Nhĩ Kỳ là một ngoại lệ khác và không được đưa vào danh sách này; trong khi dân số chủ yếu là Hồi giáo, nhà nước là cộng hòa không tôn giáo).
- Cộng hòa Ả Rập – ví dụ, Syria phản ánh trong tên nước là một nhà nước theo lý thuyết pan-Arab Ba'athist.
- Cộng hòa nhân dân – Những nước như Trung Quốc, CHDCND Triều Tiên,... Ý nghĩa là chính quyền do dân và vì dân.
- Cộng hòa xã hội chủ nghĩa – Chỉ có 2 nước theo hệ thống này là nước Cộng hòa xã hội chủ nghĩa Việt Nam và Cộng hòa Xã hội chủ nghĩa Dân chủ Sri Lanka.
- Dân chủ cộng hòa – thường được sử dụng bởi các nước với các mong muốn nhấn mạnh tuyên bố của họ là các nước dân chủ; Những nước này thường là các nước cộng sản hoặc trước là thuộc địa. Các ví dụ bao gồm Cộng hòa dân chủ Đức (không còn tồn tại), Cộng hòa Dân chủ Congo, Việt Nam Dân chủ Cộng hòa .
- Thịnh vượng chung (Commonwealth, Rzeczpospolita) – sử dụng ở Ba Lan cho nước Cộng hòa Ba Lan hiện tại, và Rzeczpospolita của các quý tộc trong lịch sử.
- Nước tự do – đôi khi được sử dụng như một nhãn để chỉ sự thi hành, hoặc là chuyển tiếp từ một nước quân chủ sang một dạng nhà nước cộng hòa. Sử dụng cho Nước tự do Ireland dưới nhà nước cộng hòa Ireland, trong khi vẫn là một phần của Đế quốc Anh.
- Các từ hạn lượng khác có gốc trong truyền thống và lịch sử thường là không có ý nghĩa thực sự về chính trị. San Marino, ví dụ, là "Cộng hòa bình yên nhất" trong khi Uruguay là "Cộng hòa phía Đông".

## Cộng hòa trong lý thuyết chính trị
Trong lý thuyết chính trị và khoa học chính trị, từ "cộng hòa" nhìn chung được áp dụng cho một nước nơi mà sức mạnh chính trị của nhà nước chỉ phụ thuộc vào sự đồng ý, bất kì trên danh nghĩa nào, của người dân bị cai trị. Việc sử dụng này dẫn đến hai tập hợp phân loại đều có vấn đề. Thứ nhất là các nước được cầm quyền bởi một nhóm thiểu số, nhưng không phải là cha truyền con nối, giống như nhiều nước độc tài, thứ hai là các nước mà tất cả, hay là gần như tất cả, quyền lực chính trị thực sự được nắm bởi các thể chế dân chủ, nhưng vẫn có một vua/nữ hoàng như người đứng đầu nhà nước trên danh nghĩa, được biết chung như là Quân chủ lập hiến. Trường hợp thứ nhất làm cho nhiều người bên ngoài từ chối xem nước đó như là một nước cộng hòa thực sự. Trong nhiều nước loại thứ hai có một số phong trào "cộng hòa" vẫn hoạt động để khuếch trương việc kết thúc một chế độ quân chủ chỉ tồn tại trên danh nghĩa, và vấn đế ngữ nghĩa thường được giải quyết bằng cách gọi đó là một nước dân chủ.
Nhìn chung, các nhà khoa học chính trị cố gắng phân tích hiện thực ẩn bên trong hệ thống, chứ không phải bằng danh nghĩa mà nước đó tự xưng: mặc cho một lãnh tụ chính trị tự xưng là "hoàng đế" hay "tổng thống", và nhà nước ông ta đang lãnh đạo được gọi là một nhà nước "quân chủ" hay "cộng hòa" không phải là đặc điểm quan trọng, liệu là ông ta sử dụng quyền lực như người chuyên quyền hay là không mới là quan trọng. Trong nghĩa này những phân tích gia về chính trị có thể nói rằng Chiến tranh thế giới thứ nhất, trong nhiều khía cạnh, là điểm cáo chung cho chế độ quân chủ, và sự thiết lập của chủ nghĩa cộng hòa, hoặc là trên thực tế hay là de jure, như là những thiết yếu cho một nhà nước hiện đại. Đế chế Áo-Hung và Đế chế Đức cả hai đều bị xóa bỏ bởi những điều khoản trong hiệp định hòa bình ký kết sau đó, Đế quốc Nga bị lật đổ bởi Cách mạng Nga năm 1917. Ngay cả trong các nước thắng trận, các hoàng gia đã dần dần bị tước bỏ quyền lực và đặc quyền, và càng nhiều hơn nhà nước là ở trong tay của các cơ quan được bầu lên và các đảng chiếm đa số nắm quyền hành pháp.

## Ý nghĩa khác

### Triết học chính trị
Thuật ngữ cộng hòa có nguồn gốc từ những tác giả của thời Phục hưng như một thuật ngữ mô tả về về một quốc gia không có chế độ quân chủ. Những tác giả này, như Machiavelli, cũng đã viết những tác phẩm quan trọng mô tả làm thế nào để các chính phủ như vậy thực hiện chức năng của mình. Những ý tưởng về việc một chính phủ và xã hội nên được xây dựng như thế nào là cơ sở cho một hệ tư tưởng được gọi là Chủ nghĩa cộng hòa cổ điển. Tư tưởng này dựa trên Cộng hòa La Mã và các thành bang của Hy Lạp cổ đại và tập trung vào những ý tưởng như đạo đức công dân, quy định của luật pháp và chính phủ hỗn hợp.